# Chi Rêu hồng đài
Rhodobryum là một chi rêu trong họ Bryaceae.